# Argidia penicillata
Argidia penicillata là một loài bướm đêm trong họ Noctuidae.